# Setsubun
Setsubun (節 分) er dagen før forårets begyndelse i Japan. Navnet betyder bogstaveligt "sæsonbestemt deling", men normalt henviser udtrykket til foråret Setsubun, korrekt kaldet Risshun (立春) Den fejres årligt den 3. februar som en del af forårsfestivalen (春祭 haru matsuri). I sin tilknytning til Lunar-nytåret kan forårets Setsubun være og er tidligere anset som en slags nytårsaften, og som sådan var den ledsaget af en særlig ritual for at rense alt det onde i det foregående år væk og fordrive sygdomsmedbringende onde ånder for det kommende år. Dette særlige ritual kaldes mamemaki (豆 撒 き, bogstaveligt "bønne-spredning"). Setsubun har sin oprindelse i tsuina (追 儺), en kinesisk skik introduceret til Japan i det 8. århundrede.